# Чемпіонат U-19 України з футболу 2015—2016
4-та юнацька першість України з футболу проходила з серпня 2015 року і завершилася у травні 2016.

## Регламент
Змагання проходять за класичною схемою у 2 кола з роз'їздами — матчі вдома та у гостях. Загалом кожна команда проведе по 30 матчів.

## Учасники
У турнірі беруть участь 16 юнацьких команд:
| - «Волинь» (Луцьк) - «Ворскла» (Полтава) - «Говерла» (Ужгород) - «Динамо» (Київ) - «Дніпро» (Дніпропетровськ) - «Зоря» (Луганськ) - «Іллічівець» (Маріуполь) - «Карпати» (Львів) | - «Металіст» (Харків) - «Металург» (Запоріжжя) - ФК «Олександрія» - «Олімпік» (Донецьк) - «Скала» (Стрий) - «Сталь» (Дніпродзержинськ) - «Чорноморець» (Одеса) - «Шахтар» (Донецьк) |

 — нові команди.

## Турнірна таблиця
| М  | Команда          | І  | В  | Н  | П  | РМ    | О  |
| -- | ---------------- | -- | -- | -- | -- | ----- | -- |
|    | «Динамо»         | 30 | 23 | 3  | 4  | 76−18 | 72 |
|    | «Олімпік»        | 30 | 19 | 8  | 3  | 54−25 | 65 |
|    | «Шахтар»         | 30 | 19 | 5  | 6  | 67−30 | 62 |
| 4  | «Дніпро»         | 30 | 16 | 8  | 6  | 43−25 | 56 |
| 5  | «Сталь»          | 30 | 16 | 5  | 9  | 48−38 | 53 |
| 6  | «Скала»          | 30 | 15 | 7  | 8  | 36−31 | 52 |
| 7  | «Карпати»        | 30 | 15 | 4  | 11 | 51−53 | 49 |
| 8  | «Ворскла»        | 30 | 12 | 12 | 6  | 42−30 | 48 |
| 9  | «Волинь»         | 30 | 12 | 4  | 14 | 49−48 | 40 |
| 10 | «Зоря»           | 30 | 11 | 3  | 16 | 34−44 | 36 |
| 11 | ФК «Олександрія» | 30 | 11 | 1  | 18 | 28−46 | 34 |
| 12 | «Чорноморець»    | 30 | 10 | 3  | 17 | 47−56 | 33 |
| 13 | «Іллічівець»     | 30 | 6  | 6  | 18 | 30−49 | 24 |
| 14 | «Металург»       | 30 | 7  | 0  | 23 | 21−49 | 21 |
| 15 | «Металіст»       | 30 | 5  | 4  | 21 | 24−56 | 19 |
| 16 | «Говерла»        | 30 | 5  | 3  | 22 | 26−78 | 18 |

## Найкращі бомбардири
| № | Футболіст           | Команда    | Голи (пен.) |
| - | ------------------- | ---------- | ----------- |
| 1 | Владислав Хомутов   | «Олімпік»  | 15 (9)      |
| 2 | Дмитро Заїкин       | «Скала»    | 14 (7)      |
| 3 | Армен Оганісян      | «Сталь»    | 13 (2)      |
| 4 | Олег Кожушко        | «Дніпро»   | 12          |
| 5 | Максим Єрмоленко    | «Металіст» | 12 (1)      |
| 6 | Назарій Русин       | «Динамо»   | 11          |
| 7 | Євгеній Верхоланцев | «Зоря»     | 10          |
| 8 | Артем Дудік         | «Волинь»   | 10 (2)      |